# Tagliacozzo
Tagliacozzo település Olaszországban, Abruzzo régióban, L’Aquila megyében. Lakosainak száma 6436 fő (2023. január 1.). Tagliacozzo Capistrello, Cappadocia, Carsoli, Castellafiume, Magliano de’ Marsi, Pereto, Sante Marie és Scurcola Marsicana községekkel határos.

## Népesség
A település lakossága az elmúlt években az alábbi módon változott:
| Lakosok száma | 6814 | 6755 | 6436 |
|               | 2017 | 2018 | 2023 |